# حصار أوساكا
حصار أوساكا (باليابانية: 大坂の役) تلفظ (أوساكا تو إكي) وهي سلسلة من المعارك قامت بها حكومة توكوغاوا ضد عشيرة تويوتومي منهياً بذلك معارضة العشيرة. يقسم الحصار إلى مرحلتين، الحملة الشتوية والحملة الصيفية، واستمر على عامي 1614 و1615. ووضع هذا الحصار نهاية للمعارضة الرئيسية المسلحة التي كانت تعارض إقامة حكومة توكوغاوا. يطلق على نهاية الأزمة اسم «هدنة غينا» (باليابانية: 元和偃武) وذلك لأن اسم الفترة تغير من «كيتشو» إلى غينا فوراً بعد نهاية الحصار.